# جيمي هيرنغ
جيمي هيرنغ (بالإنجليزية: Jimmy Herring) هو عازف قيثارة أمريكي، ولد في 22 يناير 1962 في فاييتفيل في الولايات المتحدة.

## وصلات خارجية
- الموقع الرسمي
- جيمي هيرنغ على موقع ميوزك برينز (الإنجليزية)
- جيمي هيرنغ على موقع أول ميوزيك (الإنجليزية)
- جيمي هيرنغ على موقع ديسكوغز (الإنجليزية)

لا توجد روابط لمواقع التواصل الاجتماعي.